# Probopyrus plesionikae
Probopyrus plesionikae är en kräftdjursart som först beskrevs av Barnard 1920.  Probopyrus plesionikae ingår i släktet Probopyrus och familjen Bopyridae. Inga underarter finns listade i Catalogue of Life.